# ۲ زرافه
۲ زرافه یک ستاره است که در صورت فلکی زرافه قرار دارد.